# Tirà becplaner ala-rogenc
El tirà becplaner ala-rogenc (Platyrinchus leucoryphus) és un ocell de la família dels tirànids (Tyrannidae).

## Hàbitat i distribució
Habita els boscos de les terres baixes de l'est de Paraguai i sud-est del Brasil.